# Raión de Gornostaivka
Gornostaivka (en ucraniano: Горностаївський район) fue un raión o distrito de Ucrania en el óblast de Jersón. 
Comprendía una superficie de 1018 km².
Su capital fue la ciudad de Gornostaivka.
Fue desintegrado el 18 de julio de 2020 tras la reforma administrativa de Ucrania, en donde el óblast de Jersón pasó a tener solo 5 raiones. Actualmente, el territorio del antiguo raión se encuentra integrado en el raión de Kajovka. 

## Demografía
Según estimación 2010 contaba con una población total de 20307 habitantes.

## Otros datos
El código KOATUU es 6522600000. El código postal 74600 y el prefijo telefónico +380 5544.